# 松沢荘
松沢荘（まつざわのしょう）は、下総国海上郡にあった荘園。後の香取郡松沢村、現在の千葉県旭市清和乙に比定される。

## 概要
建久年間（1190年-1199年）の香取神宮遷宮用途注進状に松沢庄とみえ、遷宮作料官70石を負担している。
長南町地引の妙覚寺が所蔵する応安7年（1374年）の田部地蔵堂鰐口銘に「松沢庄志高村」、また観福寺文書応永4年（1397年）の平憲忠寄進状に「松沢庄仁良郷」とあり、「志高村」・「仁良郷」は現在の香取市志高・仁良に比定され、荘域が志高・仁良付近にわたることが知られる。東京国立博物館が所蔵する熊野神社の福徳2年（1491年）銘鰐口には下総国松沢大権現とある。